# کوکونا ایوازاکی
کوکونا ایوازاکی (انگلیسی: Kokona Iwasaki؛ زادهٔ ۸ اکتبر ۲۰۰۲) بازیکن فوتبال اهل ژاپن است.